# Лантий
Ланти́й (фр. Lentilles) — коммуна во Франции, находится в регионе Шампань — Арденны. Департамент — Об. Входит в состав кантона Шаванж. Округ коммуны — Бар-сюр-Об.
Код INSEE коммуны — 10192.
Коммуна расположена приблизительно в 175 км к востоку от Парижа, в 60 км южнее Шалон-ан-Шампани, в 45 км к северо-востоку от Труа.

## Население
Население коммуны на 2008 год составляло 95 человек.
| 1962 | 1968 | 1975 | 1982 | 1990 | 1999 | 2008 |
| ---- | ---- | ---- | ---- | ---- | ---- | ---- |
| 156  | 199  | 183  | 183  | 143  | 108  | 95   |

## Экономика
В 2007 году среди 57 человек в трудоспособном возрасте (15—64 лет) 37 были экономически активными, 20 — неактивными (показатель активности — 64,9 %, в 1999 году было 62,2 %). Из 37 активных работали 33 человека (20 мужчин и 13 женщин), безработных было 4 (2 мужчины и 2 женщины). Среди 20 неактивных 0 человек были учениками или студентами, 14 — пенсионерами, 6 были неактивными по другим причинам.

## Достопримечательности
- Церковь Сен-Филип-э-Сен-Жак (XVI век). Памятник истории с 1933 года[3]

## Фотогалерея

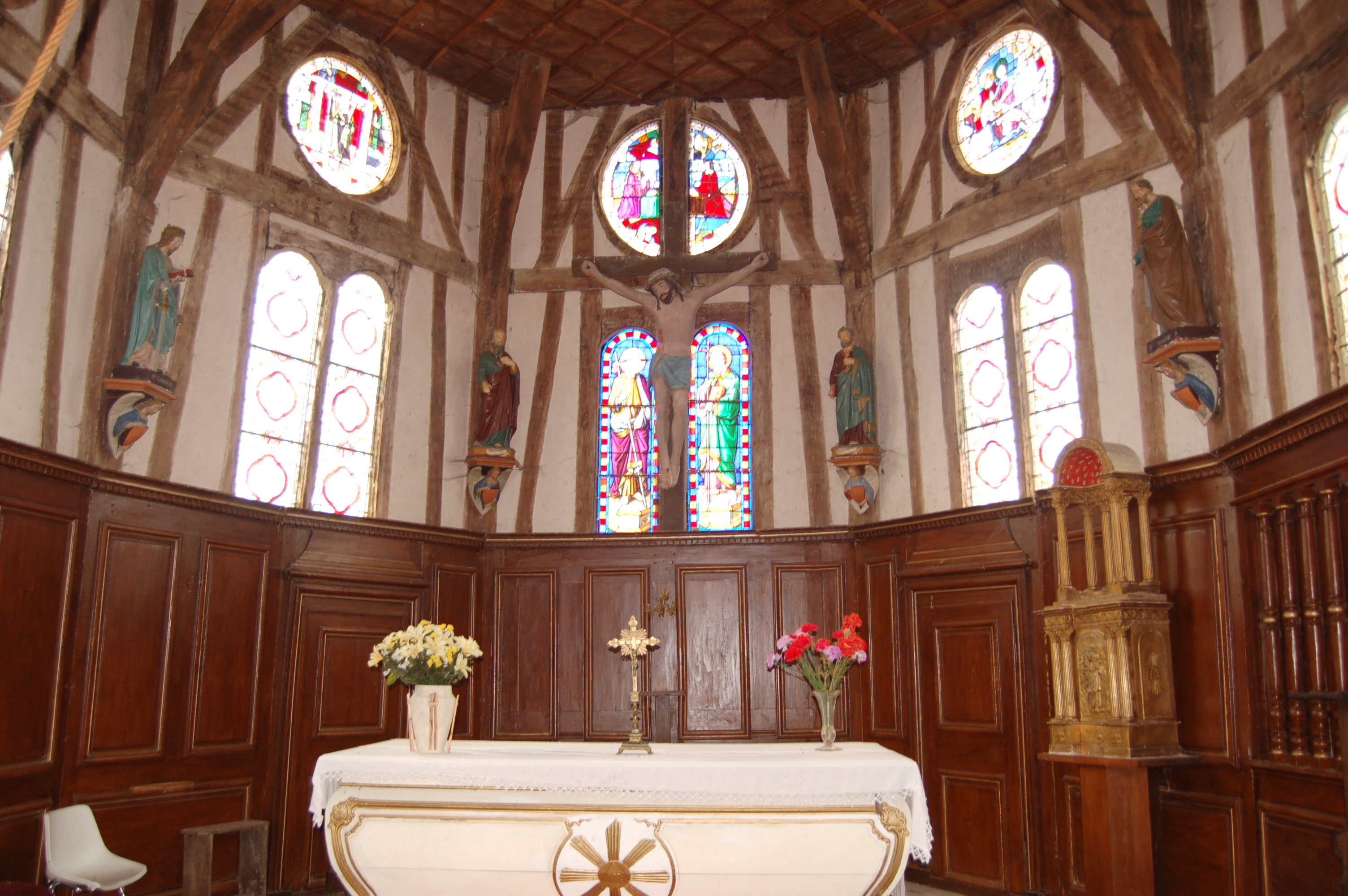
Хор церкви Сен-Филип-э-Сен-Жак
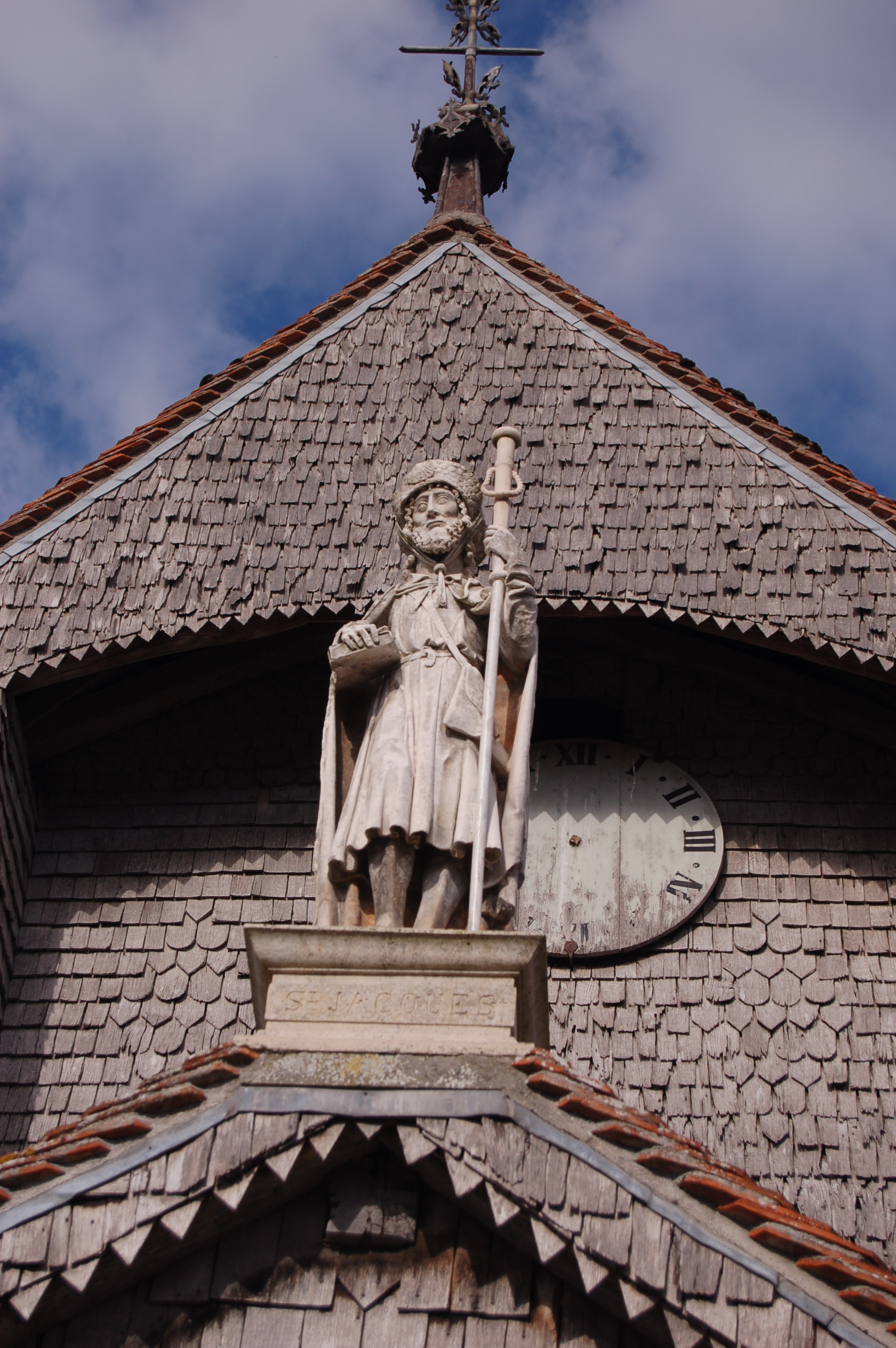
Церковь Сен-Филип-э-Сен-Жак
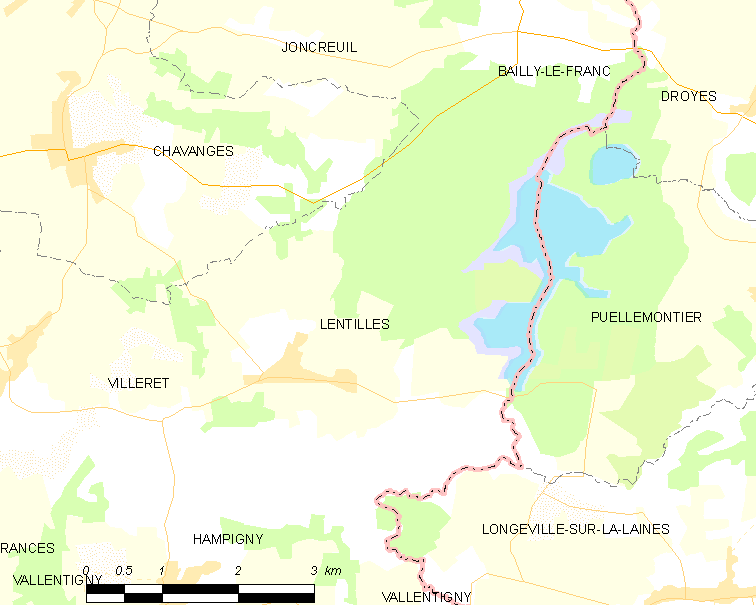
Карта коммуны